# Manhattan Clique
Manhattan Clique, también conocido como MHC, es un dúo de remezcladores, productores y compositores británicos, conformado por Philip Larsen y Chris Smith.

## Trayectoria
Manhattan Clique hizo remezclas para muchos artistas desde 2001 entre los que se pueden incluir Katy Perry, Lady Gaga, Erasure, The B-52's, Goldfrapp, Moby, Timbaland, Soft Cell, The Human League, Nicole Scherzinger, La Roux, Britney Spears, The Veronicas, The Saturdays, Keri Hilson, Esmée Denters, Toni Braxton, Chris Brown, Diana Vickers y Nelly Furtado, entre otros.

En 2005, coescribieron, coprodujeron y realizaron Electric Blue, el álbum debut -como solista- de Andy Bell, cantante de Erasure.

## Remezclas
| - 2001 Mirwais "I Can't Wait" - 2001 Soft Cell "Torch" - 2001 Lighthouse Family "Happy" - 2001 The Human League "Shameless" - 2002 Sophie Ellis-Bextor "Get Over You" - 2002 The Human League "(Keep Feeling) Fascination 2003" - 2002 Soft Cell "The Night" - 2002 Erasure "Solsbury Hill" - 2002 Erasure "Make Me Smile (Come Up and See Me)" - 2003 The Human League "The Things that Dreams Are Made of" - 2003 Liberty X "Jumpin'" - 2003 Sophie Ellis-Bextor "Mixed Up World" - 2003 Vitamin C "Last Night" - 2003 Holly Valance "Desire" - 2004 Airlock "I Am" - 2004 Erasure "Breathe" - 2004 The B-52's "Mesopotamia" - 2004 The Knife "Take My Breath Away" - 2005 The B-52's "Whammy Kiss" - 2005 The B-52's "Loveland" - 2005 Larry Tee featuring Andy Bell "Matthew" - 2005 Stereophonics "Superman" - 2005 Chromeo "Needy Girl" - 2005 Moby "Raining Again" - 2005 Moby "Dream About Me" - 2005 Goldfrapp "Ooh La La" - 2005 Angel Moraes "If Music Is Your Life" - 2005 Moby "Beautiful" - 2005 Moby "Slipping Away" - 2005 Fischerspooner "A Kick In the Teeth" - 2005 Stereophonics "Devil" - 2005 Andy Bell "Crazy" - 2005 Andy Bell "Electric Blue" - 2005 The B-52's "Private Idaho" - 2006 Angel Moraes "Never Ending" - 2006 Moby y Mylène Farmer "Slipping Away" - 2006 SuperJupiter "You Know" - 2006 Formatic "State Of Play" - 2006 Matinée Club "Discothèque Français" - 2006 Boogaloo Stu "Magnetic Heart" - 2006 Rinôçérôse "Cubicle" - 2006 Matinée Club "Tokyo Girls" - 2006 Lorraine "Transatlantic Flight" - 2006 Onetwo "Home" - 2006 Moby and Amaral "Slipping Away - Escapar" - 2006 Strike "U Sure Do" | - 2007 Moby "In My Heart" - 2007 Myriam Abel "Qui Je Suis" - 2007 I Am Finn "Hard" - 2007 The Grid "Put Your Hands Together" - 2007 S-Express "Stupid Girls" - 2007 B-52's "Devil In My Car" - 2007 Soft Cell "Bedsitter" - 2007 Soft Cell "Surrender" - 2008 Mylène Farmer "Dégénération" - 2008 Mylène Farmer "Appelle mon numéro" - 2008 Goldfrapp "Ride A White Horse" - 2008 Katy Perry "Hot N Cold" - 2008 Iglu y Hartly "In This City" - 2008 Ida Maria "Oh My God" - 2008 Erasure "Always 2009" - 2009 The Veronicas "Untouched" - 2009 Katy Perry "Waking Up in Vegas" - 2009 Britney Spears "Radar" - 2009 Lady Gaga "Boys Boys Boys" - 2009 La Roux "Bulletproof" - 2009 Lily Allen "Fuck You" - 2009 Skint & Demoralised "Red Lipstick" - 2009 The Saturdays "Forever Is Over" - 2009 Keri Hilson "I Like" - 2009 Esmee Denters "Admit It" - 2009 Timbaland feat. SoShy and Nelly Furtado "Morning After Dark" - 2009 Chris Brown "Transform Ya" - 2009 Britney Spears "3" - 2009 Kajagoogoo "White Feathers" - 2010 Alphabeat "Hole In My Heart" - 2010 Toni Braxton "Yesterday" - 2010 Chris Brown "Crawl" - 2010 Diana Vickers "Once" - 2010 Katy Perry "California Gurls" - 2010 OneRepublic "Marching On" - 2010 Example "Last Ones Standing" - 2010 Katy Perry "Teenage Dream" - 2011 Katy Perry "E.T." - 2011 Lady GaGa "Born This Way" - 2011 Barbarellas "Body Rock" - 2011 MNEK "If Truth Be Told" - 2011 Wretch 32 "Forgiveness" - 2011 Frida Gold "Unsere Liebe Ist Aus Gold" - 2011 Keri Hilson "Lose Control" - 2011 Studio Killers "Ode To The Bouncer" - 2011 Nicole Scherzinger "Wet" - 2011 Wretch 32 Feat. Josh Kumra "Don't Go" - 2011 Nicole Scherzinger "Right There" - 2011 Fenech-Soler "Stop and Stare" - 2011 Wonderland "This Is Not A Love Song" - 2011 Nelly Furtado "Night Is Young" |